# Scottish Singles and Albums Charts
Scottish Singles and Albums Chart é uma parada musical oficial da Escócia, e que é feita e compilada pela The Official Charts Company no começo de 2009, mas desde 2001 ela já era publicada pela ChartsPlus.